# Uvo Hölscher (Ägyptologe)

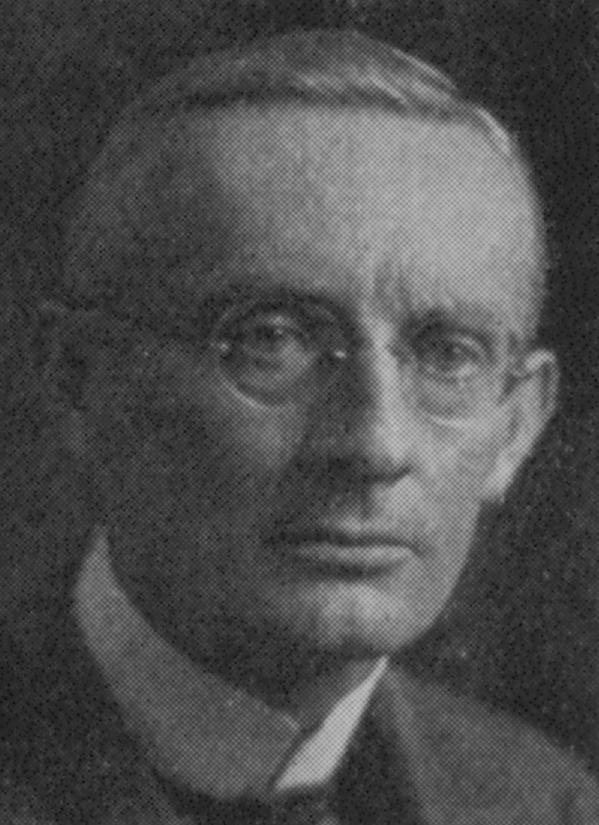
Uvo Hölscher

Uvo Adolf Hölscher (* 30. Oktober 1878 in Norden (Ostfriesland); † 21. Februar 1963 in Hannover) war ein deutscher Architekt, Bauforscher und Ägyptologe.

## Leben
Hölscher war der Sohn des evangelischen Pfarrers und Theologen Wilhelm Hölscher. Er schloss sein Studium an der Technischen Hochschule Hannover 1902 als Diplom-Ingenieur ab. 1906 wurde er Regierungsbaumeister (Assessor in der öffentlichen Bauverwaltung) und arbeitete mit Ludwig Borchardt in Abusir, dann auf dem Pyramidenkomplex des Königs Chephren sowie 1910 in Amarna. Bereits 1909 wurde er in Berlin zum Doktor-Ingenieur promoviert. 1911 wurde er mit den Lehrgebieten frühgermanische und frühchristliche Kunst, Architekturzeichnen, architektonische Formenlehre und Entwerfen einfacher Gebäude Dozent für Architektur an der Technischen Hochschule Hannover. 1914 bis 1916 nahm er Ausgrabungen in der Kaiserpfalz Goslar vor. 1918 wurde er zum Professor ernannt. Ab 1919 lehrte er auch Baukunst der Antike und ab 1920 perspektivisches Zeichnen.
Von 1924 bis 1929 war Hölscher als Nachfolger von Karl Mohrmann nebenamtlicher Konsistorialbaumeister der Evangelisch-Lutherischen Landeskirche Hannovers. Zwischen 1926 und 1937 war er jeweils im Wintersemester vom Vorlesungsbetrieb beurlaubt und leitete die Ausgrabungen des Totentempels des Königs Ramses III. in Medinet Habu für das Oriental Institute of Chicago. Seit 1929 war er ordentliches Mitglied des Archäologischen Instituts des Deutschen Reiches in Berlin.

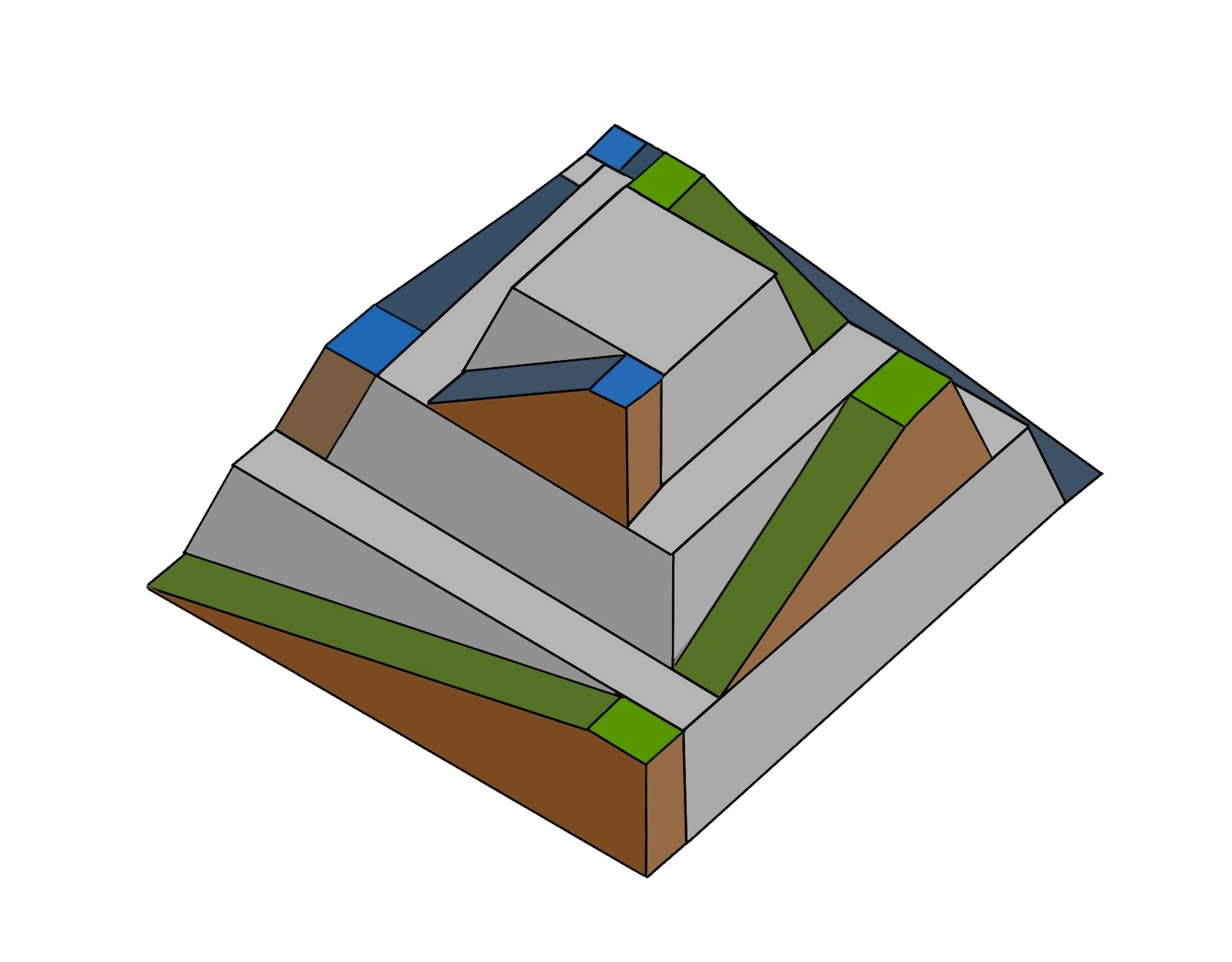
Rampenmodell von Uvo Hölscher

Zum 1. Mai 1933 trat Hölscher der NSDAP bei (Mitgliedsnummer 2.957.317). 1937 erhielt er eine ordentliche Professur für Baugeschichte an der Technischen Hochschule Hannover. Zum 1. Oktober 1947 wurde er emeritiert.
Im Jahr 1912 publizierte er einen Vorschlag zum Bau der Cheops-Pyramide. Dabei werden seitliche Rampen auf der inneren Stufenpyramide aufgesetzt, die sich spiralförmig nach oben winden.

## Schriften
- Das Grabdenkmal des Königs Chephren. Veröffentlichungen der Ernst von Sieglin Expedition in Ägypten I. Leipzig 1912 (Volltext als PDF).
- Die Kaiserpfalz Goslar. Beiträge zur Geschichte der Stadt Goslar, Goslarer Fundus. Frankfurter Verlags-Anstalt, Berlin 1927 (Nachdruck Verlag für Regionalgeschichte, Bielefeld 1996, ISBN 3-89534-175-4).
- Das Hohe Tor von Medinet Habu: Eine Baugeschichtliche Untersuchung (= Wissenschaftliche Veröffentlichungen der Deutschen Orientgesellschaft. [WVDOG'] Band 12). Hinrichs, Leipzig 1910; Neuauflage: Biblio-Verlag 1984, ISBN 3-7648-2633-9.
- Excavations at Ancient Thebes, 1930/31 (= Oriental Institute Communications. [OIP] Band 15). Chicago 1932.
- Die Wiedergewinnung von Medinet Habu im westlichen Theben. Hinrich, Leipzig 1933; Neuauflage: Verlag Wasmuth, 1958.
- The Excavation of Medinet Habu, 1: General Plans and Views (= OIP. Band 21). Chicago 1934.
- The Temples of the Eighteenth Dynasty. Excavations of Medinet Habu 2 (= OIP. Band 41). Chicago 1939.
- The Mortuary Temple of Ramses III. Excavations of Medinet Habu 3 (= OIP. Band 54). Chicago 1941.
- The Mortuary Temple of Ramses III. Excavations of Medinet Habu 4 (= OIP. Band 55). Chicago 1951.
- The Excavation of Medinet Habu, 5: Post-Ramessid Remains (= OIP. Band 66). Chicago 1954.
- mit Harold H. Nelson: Medinet Habu, 1924–1928 (= Oriental Institute Communications. [OIC] Band 5). Chicago 1929.
- mit Harold H. Nelson: Work in Western Thebes, 1931–1933 (= OIC. Band 18). Chicago 1934.